# Distretto di Khemis El Khechna
Il distretto di Khemis El Khechna è un distretto della provincia di Boumerdès, in Algeria, con capoluogo Khemis El Khechna.

## Comuni
Il distretto di Boudouaou comprende 4 comuni:
- Khemis El Khechna
- Ouled Moussa
- Larbatache
- Hammadi

| Controllo di autorità | VIAF (EN) 6562148574362424430003 |